# 刘刚 (1970年)
刘刚（1970年3月—），北京航空航天大学仪器科学与光电工程学院教授、副院长，主要从事磁悬浮等领域的研究，中国教育部2016年度“长江学者”特聘教授，著有《永磁无刷直流电机控制技术与应用》，授权国家发明专利数10项，曾经获得国家技术发明二等奖等奖项。

## 生平
2001年4月在大连理工大学获博士学位，后在北京航空航天大学工作。

## 学术兼职
中国自动化学会控制理论专业委员会委员、中国电工技术学会微特电机分委会委员。